# Зябрев, Павел Сергеевич
Павел Сергеевич Зябрев (5 января 1900 года, Ессентуки, ныне Ставропольский край — 17 июня 1963 года, Москва) — советский военный деятель, генерал-майор танковых войск (2 августа 1944 года).

## Начальная биография
Родился 5 января 1900 года в городе Ессентуки ныне Ставропольского края.
С 1904 года жил в местечке Кривой Рог, где работал слесарем в железнодорожном депо станции Долгинцево. Один из первых комсомольцев станции.

## Военная служба

### Гражданская война
В ноябре 1917 года вступил в Долгинцевский красногвардейский отряд. В мае 1918 года был призван в ряды РККА. В 1918—1919 годах — командир Ингулецкой ветки Екатерининской железной дороги. Затем служил на должностях начальника команды конных разведчиков Балашовского отряда ВЧК и Саратовского батальона ВЧК. В том же году вступил в ряды РКП(б).
С марта 1919 года служил на должностях командира отделения ЧК станций Днепропетровск и Козельск. В ноябре того же года направлен на учёбу на 6-е Саратовские артиллерийские курсы, после окончания которых в августе 1920 года назначен на должность командира взвода в составе артиллерийского дивизиона 52-й стрелковой дивизии. Участвовал в боевых действиях на Южном, Восточном и Юго-Западном фронтах.

### Межвоенное время
В январе 1921 года направлен учёбу на Киевские повторные артиллерийские курсы, после окончания которых вернулся 52-ю стрелковую в дивизию и назначен на должность помощника командира батареи артиллерийского дивизиона. В сентябре того же года направлен на учёбу в Высшую артиллерийскую школу, дислоцированную в Пушкине, после окончания которой в сентябре 1922 года направлен в Высшую школу военно-морских лётчиков, после окончания которой в сентябре 1923 года назначен на должность командира батареи Одесского района береговых батарей, в декабре того же года — на эту же должность в артиллерийском дивизионе в составе 51-й стрелковой дивизии (Украинский военный округ), в августе 1925 года — на должность командира дивизиона в 95-м артиллерийском полку (95-я стрелковая дивизия), а в декабре 1928 года — на эту же должность в составе 51-го артиллерийского полка (51-я стрелковая дивизия).
В октябре 1929 года направлен на учёбу на факультет механизации и моторизации Военно-технической академии имени Ф. Э. Дзержинского, после окончания которого в мае 1932 года направлен на учёбу на командный факультет Военной академии механизации и моторизации РККА, после окончания которого в июне 1935 года назначен на должность командира 25-го механизированного полка (Ленинградский военный округ). В сентябре 1936 года за пожар, возникший в гаражах полка, военным трибуналом округа Зябрев осуждён по ст. 44, п. «б» к 2,5 годам лишения свободы без поражения в правах и уволен в запас, однако в декабре того же года по ходатайству наркома обороны К. Е. Ворошилова постановлением Президиума ВЦИК был помилован, восстановлен в кадрах РККА и назначен на должность командира отдельного танкового батальона в составе 82-й стрелковой дивизии (Уральский военный округ). 31 августа 1937 года приказом командующего военным округом № 022 вновь уволен в запас по ст. 43 п. «б», однако уже 17 сентября того же года приказ об увольнении Зябрева был отменён, после чего последний назначен на должность преподавателя тактики 17-й танковой запасной бригады этого же округа.
В ноябре 1938 года направлен в Дальневосточный военный округ и назначен на должность помощника командира 7-й легкотанковой бригады, в июле 1940 года — на должность начальника военно-технического снабжения 2-й Краснознамённой армии, в октябре того же года — на должность начальника 3-го отдела Управления автобронетанковых войск Дальневосточного фронта, а в мае 1941 года — на должность начальника бронетанкового отдела 25-й армии этого же фронта.

### Великая Отечественная война
С началом войны Зябрев находился на прежней должности.
В январе 1942 года назначен на должность заместителя командующего 25-й армией по танковым вопросам, в апреле 1943 года — назначен на должность командующего бронетанковыми и механизированными войсками этой же армии, а с конца июня того же года исполнял должность командующего бронетанковыми и механизированными войсками Дальневосточного фронта и в июле переведён на эту же должность в Приморскую группу войск этого же фронта, а в декабре 1944 года назначен на должность командира 10-го механизированного корпуса. Корпус под командованием Зябрева во время советско-японской войны в августе 1945 года принимал участие в боевых действиях в ходе участвовал в Маньчжурской наступательной операции и после прорыва укреплённых районов противника и отражения контрударов противника в Муданьцзяна — в освобождении городов Гирин и Харбин.

### Послевоенная карьера

Могила Зябрева на Преображенском кладбище Москвы.

После окончания войны Зябрев продолжил командовать корпусом в составе Приморского военного округа. Вскоре 10-й механизированный корпус был преобразован в 10-ю механизированную дивизию.
В июне 1948 года направлен на учёбу на высшие академические курсы при Высшей военной академии имени К. Е. Ворошилова, после окончания которых в июле 1949 года направлен в Военную академию бронетанковых и механизированных войск, где служил на должностях заместителя начальника и начальника кафедры тактики, а в феврале 1954 года назначен на должность начальника Высших академических курсов усовершенствования офицерского состава этой же академии.
С июня 1955 года состоял в распоряжении 10-го управления Генштаба и вскоре был назначен на должность военного советника при командующем бронетанковыми и механизированными войсками военного округа Чехословацкой народной армии.
Генерал-майор танковых войск Павел Сергеевич Зябрев в апреле 1957 года вышел в запас. Умер 17 июня 1963 года в Москве. Похоронен на Преображенском кладбище.

## Награды
- Орден Ленина;
- Три ордена Красного Знамени;
- Орден Красной Звезды;
- Медали;
- Иностранный орден.